# 安德烈·比菲埃
皮埃尔·安德烈·比菲埃（法語：Pierre André Buffière，1922年11月12日—2014年10月2日），出生在阿尔代什省维翁，法国篮球运动员和教练。他曾代表法国参加1948年夏季奥运会男子篮球比赛，并获得银牌。2004年，他入选了法国篮球名人堂。